# Michaël Steehouder
Michaël Franciscus Steehouder (Oudenrijn, 23 oktober 1948) is een Nederlands communicatiewetenschapper en voormalig hoogleraar Technische Communicatie aan de Universiteit Twente.

## Levensloop
Steehouder werd geboren in Oudenrijn en groeide op in Utrecht. Na het Gymnasium in Nijmegen en Zeist, studeerde hij Nederlandse taal- en letterkunde aan de Universiteit Utrecht. In 1989 promoveerde hij aan deze universiteit samen met Carel Jansen op het proefschrift Taalverkeersproblemen tussen overheid en burger over de mogelijkheden om voorlichtingsteksten en formulieren van de overheid te verbeteren.
Tijdens zijn studie was Steehouder begonnen als student-assistent en docent aan de lerarenopleiding. en vanaf 1976 aan de Universiteit Twente. Van 2000 tot zijn emeritaat in februari 2011 was hij hoogleraar Technische Communicatie aan de Universiteit Twente. 
Steehouder was onder meer redacteur en hoofdredacteur van het tijdschrift Communicatief en een van de oprichters en eerste hoofdredacteur van Tekst[blad]. Hij was associate editor van IEEE Transactions on Professional Communication. Van 2000-2006 was hij voorzitter van de Nederlandse beroepsvereniging voor technische communicatie Studiekring Technische Informatie & Communicatie (STIC). Bij zijn afscheid als hoogleraar werd hij benoemd tot Officier in de Orde van Oranje-Nassau.

## Liturgisch werk
Michaël Steehouder is auteur van teksten en liederen voor liturgie, uitgegeven in Een kring van mensen (1990), Op wie wij wachten (2001), Daar is het Daglicht (2010, Om de aarde te bewonen (2010) en De verhalen (2013). Hij was een van de samenstellers van de liedbundel Zangen van Zoeken en Zien (2015).

## Publicaties, een selectie
Steehouder schreef vele artikelen en een aantal boeken, waaronder:
- 1979.Leren communiceren: Procedures voor mondelinge en schriftelijke communicatie. Met C.J.M. Jansen, J.L.C. van der Staak en E.T. Woudstra. Groningen: Wolters Noordhoff. Zesde druk (met andere auteurs), 2012.
- 1984. Taalbeheersing in artikelen. Met C.J.M. Jansen. Leiden: Martinus Nijhoff.
- 1989. Formulierenwijzer. Met C.J.M. Jansen. Den Haag: Sdu Uitgeverij.
- 1992. Studies in functional text quality. Met Pander Maat (redactie), Amsterdam, Atlanta GA : Editions Rodopi.
- 1993. Quality of technical communication. Met C.J.M. Jansen, R.Verheijen en P. van der Poort, Amsterdam, Atlanta GA : Editions Rodopi.
- 1997. Handleidingenwijzer. Met C.J.M. Jansen, Den Haag: Sdu Uitgeverij.
- 2002. Professioneel communiceren, redactie, samen met C.J.M. Jansen en M. Gijsen, Groningen: Martinus Nijhof. Tweede druk, 2006.
- 2008. Tekstanalyse, methoden en toepassingen redactie, samen met Peter Jan Schellens. Assen: Van Gorcum.
- 2008. Basisboek technische communicatie redactie, samen met P. van Bart. Assen: Van Gorcum